# For Once in My Life (canción de Stevie Wonder)
«For Once in My Life» es una canción escrita por Ron Miller y Orlando Murden en 1966, grabada y publicado por el cantautor Stevie Wonder, lanzado el 15 de octubre de 1968 a través de Motown Records.

## Historia
El tema fue concebido por sus compositores como una balada lenta. Fue grabado en un principio por varios artistas, siendo Barbara McNair la primera en hacerlo, aunque la primera grabación que se publicó fue la de Jean DuShon. El tema fue grabado también por The Four Tops, The Temptations, Diana Ross y Tony Bennett, siendo esta última versión, la primera en entrar en las listas de éxitos. Sin embargo, la versión más popular y de mayor éxito comercial fue la publicada por Stevie Wonder en 1968. 
Wonder grabó el tema en los estudios de Hitsville U.S.A., la sede de la compañía Motown, en Detroit, durante el verano de 1967, al mismo tiempo que se registraba la versión de The Temptations. Sin embargo el enfoque optimista de la versión de Stevie Wonder no gustó a Berry Gordy, el dueño de la discográfica, vetando su publicación y archivando la grabación. Fue Billie Jean Brown, jefe del departamento de control de calidad de la compañía, el que convenció al empresario y finalmente la versión de Wonder fue publicada en octubre de 1968. Contrariamente al instinto de Gordy, "For Once in My Life" fue un rotundo éxito comercial, llegando a alcanzar el número 2 de las listas Billboard de Estados Unidos en diciembre de 1968.
En España, José Gómez Romero (Barcelona; 5 de marzo de 1940), popularmente conocido como Dyango, publicó en 1969 en su disco homónimo la versión de este tema, titulando a la canción Por Una Vez En La Vida.

## Personal de grabación
- Stevie Wonder – voz, armónica
- James Jamerson – bajo
- Uriel Jones – batería[6]
- Earl Van Dyke - piano[7]
- Los coros fueron realizados por los miembros de las bandas The Originals (Freddie Gorman, Walter Gaines, Hank Dixon, C.P. Spencer) y The Andantes (Jackie Hicks, Marlene Barrow, Louvain Demps)
- Instrumentación adicional a cargo de la banda The Funk Brothers